# The Park Shelton
The Park Shelton  es un edificio de condominios histórico ubicado en 15 East Kirby Street (en la esquina de Kirby y Woodward Avenue) en Midtown Detroit, Míchigan. Construido en 1926 como el The Wardell Hotel, fue incluido con este nombre en el Registro Nacional de Lugares Históricos en 2007.

## Historia
El Wardell fue diseñado por los arquitectos Weston and Ellington de Detroit y construido por Bryant y Detwiler en 1926 como un hotel residencial, destinado a estadías prolongadas. La escultura arquitectónica para el edificio fue creada por Corrado Parducci. El nombre proviene de Fred Wardell, propietario de Eureka Vacuum Cleaner Company. Entre 1932 y 1933 Diego Rivera y Frida Kahlo vivieron allí mientras este trabajaba en sus Murales de la Industria de Detroit en el Detroit Institute of Arts, que se encuentra en la cuadra adyacente cruzando la calle Kirby.
El Wardell se vendió a Sheraton en 1943 y se renombró como Hotel Wardell-Sheraton, luego Hotel Sheraton y finalmente Hotel Park Sheraton en diciembre de 1951. En septiembre de 1952, se vendió al neoyorquino Louis Schleiffer. Como ya no podía usar el nombre de Sheraton, cambió la ortografía ligeramente y lo renombró The Shelton. En la década de 1970, se convirtió en apartamentos.
En 2004, fue remodelado en condominios, creando 227 unidades de lujo en el edificio. El edificio renovado se inauguró en agosto de ese año.

## Lectura adicional
- Rosenthal,  Mark Lawrence (2015). Diego Rivera & Frida Kahlo in Detroit. Detroit Institute of Arts. pp. 248 páginas. ISBN 9780300211603.